# IPhone 16
Das iPhone 16 und das iPhone 16 Plus sind Smartphones der iPhone-Modellreihe des US-amerikanischen Unternehmens Apple. Als 18. Generation dieser Reihe wurden sie am 9. September 2024 zusammen mit den Modellen iPhone 16 Pro und 16 Pro Max der Öffentlichkeit vorgestellt.

## Technik

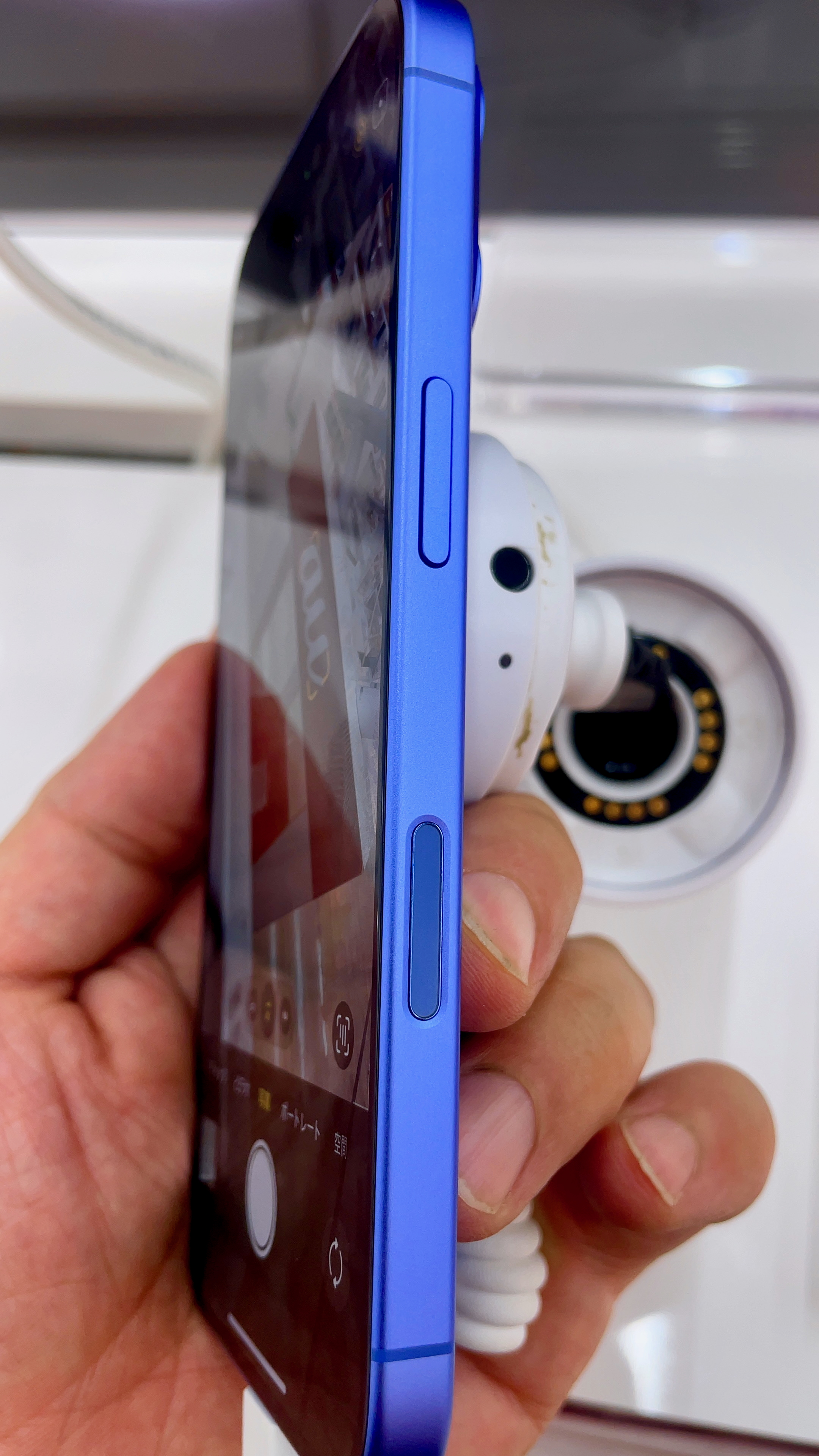
iPhone 16, unten die Kamerasteuerungstaste

Die ganze Serie arbeitet mit dem A18-Prozessor mit zwei Leistungskernen und KI; die Pro-Modelle haben den Prozessor A18 Pro mit durch einen weiteren Grafikkern verbesserter Grafik-Leistung. Die Grundversionen bis zum iPhone 16 Pro haben einen 128-GB-Speicher, das Pro Max hat einen 256-GB-Speicher.
Die iPhone 16-Generation ist auch einfacher reparierbar.
Die Ultraweitwinkelkamera des iPhone 15 Pro haben nun die Basis-Modelle; sie hat einen Autofokus und mit f/2.2 statt f/2.4 eine etwas größere Blendenöffnung. Ein Teleobjektiv ist erst in den Pro-Modellen eingebaut. Neu ist eine Taste für die Kamerasteuerung Camera Control rechts unten am Gehäuse.

## Software
Das iPhone 16 und das iPhone 16 Plus werden mit Apples iOS 18 ausgeliefert. Zu den Neuerungen des Betriebssystems gehört eine Funktion, um die Streuung und den Winkel der Taschenlampe zu ändern.

## Preise
| Modell         | Speicher | Bei Marktstart |
| -------------- | -------- | -------------- |
| iPhone 16      | 128 GB   | 949 €          |
| iPhone 16      | 256 GB   | 1.079 €        |
| iPhone 16      | 512 GB   | 1.329 €        |
| iPhone 16 Plus | 128 GB   | 1.099 €        |
| iPhone 16 Plus | 256 GB   | 1.229 €        |
| iPhone 16 Plus | 512 GB   | 1.479 €        |